# WVV Wageningen in het seizoen 1970/71
Het seizoen 1970/1971 was het 17e jaar in het bestaan van de Wageningense betaaldvoetbalclub Wageningen. De club kwam uit in de Eerste divisie en eindigde daarin op de achtste plaats. Tevens deed de club mee aan het toernooi om de KNVB beker, hierin werd in de eerste ronde verloren van SVV (1–2).

## Wedstrijdstatistieken

### Eerste divisie
|       | Blauw-Wit | FC Den Bosch '67 | SC Cambuur | D.F.C | Fortuna SC | De Graafschap | GVAV  | Heerenveen | Helmond Sport | Heracles | HVC   | SVV   | Veendam | Vitesse | Willem II |
| ----- | --------- | ---------------- | ---------- | ----- | ---------- | ------------- | ----- | ---------- | ------------- | -------- | ----- | ----- | ------- | ------- | --------- |
| Thuis | 2 – 4     | 1 – 1            | 2 – 2      | 2 – 3 | 2 – 1      | 2 – 0         | 0 – 1 | 1 – 1      | 0 – 0         | 3 – 0    | 1 – 3 | 5 – 1 | 2 – 2   | 0 – 0   | 4 – 2     |
| Uit   | 4 – 1     | 2 – 0            | 3 – 1      | 1 – 2 | 1 – 1      | 0 – 2         | 0 – 0 | 2 – 2      | 1 – 2         | 0 – 1    | 2 – 0 | 2 – 2 | 1 – 1   | 7 – 0   | 2 – 0     |

### KNVB beker
| 1e ronde                                | SVV                                 | 2 – 1 (1 – 1) | Wageningen    |
| 16 augustus 1970 Plaats: Schiedam Harga | Ton Vorstenbos 37' Leen Warnaar 75' |               | 40' Ger Meurs |

## Statistieken Wageningen 1970/1971

### Eindstand Wageningen in de Nederlandse Eerste divisie 1970 / 1971
| Stand | Gespeeld | Gewonnen | Gelijk | Verloren | Punten | Doelpunten voor | Doelpunten tegen |
| ----- | -------- | -------- | ------ | -------- | ------ | --------------- | ---------------- |
| 8e    | 30       | 9        | 11     | 10       | 29     | 42              | 49               |

### Topscorers
| #      | Naam                 | Goal |
| ------ | -------------------- | ---- |
| 1.     | Wim Meijers          | 14   |
| 2.     | Jaap de Blaauw       | 6    |
| 3.     | Ton van de Weerd     | 5    |
| 4.     | Evert van Ginkel     | 3    |
| 4.     | Ger Meurs            | 3    |
| 4.     | Aart Ooms            | 3    |
| 4.     | Henny Roelofs        | 3    |
| 8.     | Albert van der Weide | 2    |
| 9.     | Henk Janssen         | 1    |
| 9.     | Frits van der Klift  | 1    |
| 9.     | Ton Weijmer          | 1    |
| Totaal | Totaal               | 42   |

| #      | Naam      | Goal |
| ------ | --------- | ---- |
| 1.     | Ger Meurs | 1    |
| Totaal | Totaal    | 1    |

## Voetnoten
Blauw-Wit ·
FC Den Bosch '67 ·
Cambuur ·
D.F.C. ·
Fortuna SC ·
De Graafschap ·
GVAV ·
Heerenveen ·
Helmond Sport ·
Heracles ·
HVC ·
SVV ·
Veendam ·
Vitesse ·
Wageningen ·
Willem II